# Vincenc Prasek

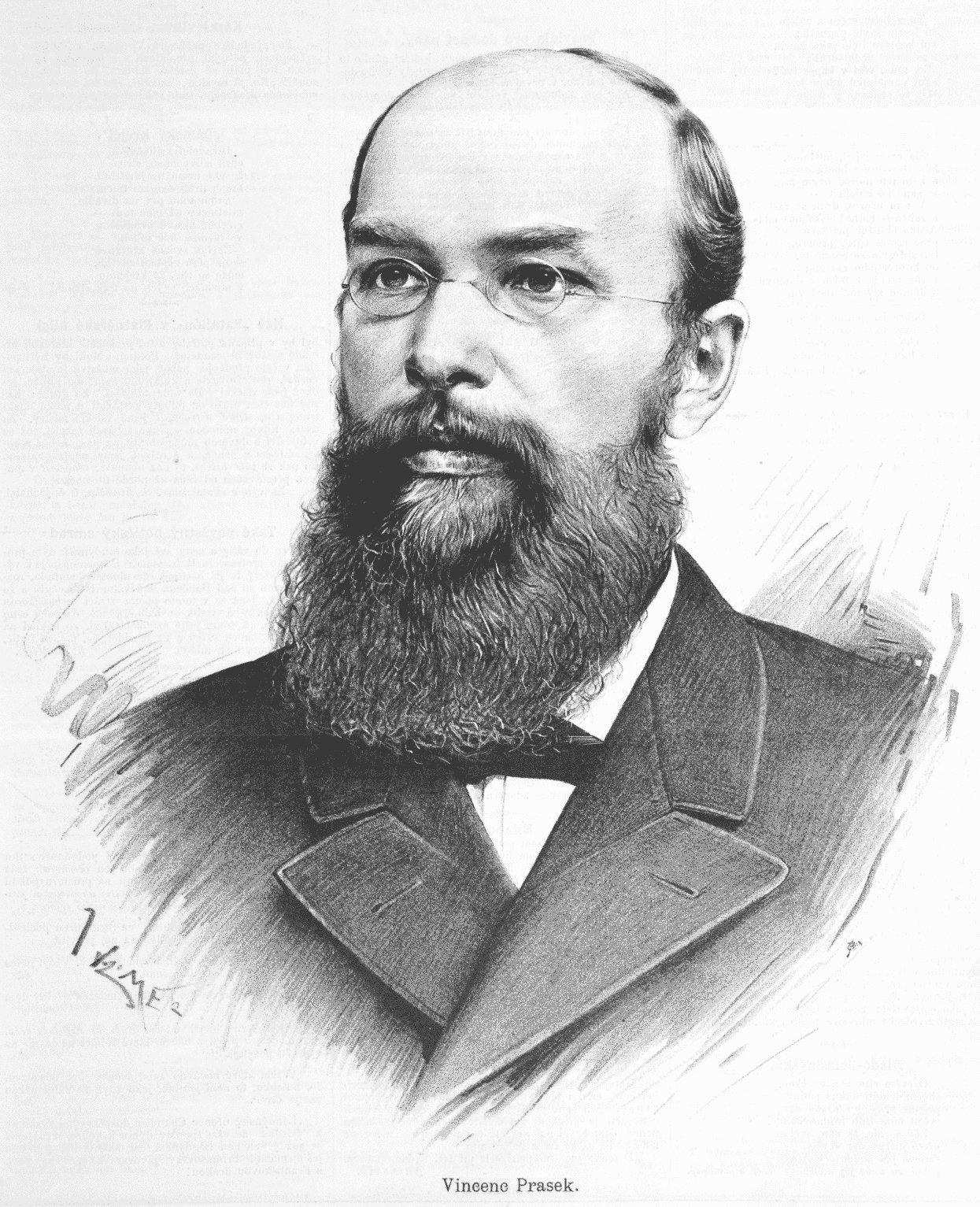
Vincenc Prasek (1888)

Vincenc Prasek (auch: Vinzenz Prasek; * 9. April 1843 in Milostovice, Österreichisch Schlesien; † 31. Dezember 1912 in Napajedla) war ein tschechischer Heimatforscher, Sprachwissenschaftler, Historiker und Journalist.

## Leben
Praseks Vater, der schon früh verstarb, stammte aus dem preußischen Teil Schlesiens, seine Mutter aus dem Troppauer Land (Opavsko). 1873 heiratete Vinzenz Prasek in Olmütz Kateřina Opluštilová, mit der er vier Söhne und eine Tochter hatte.
Nach dem Volksschulbesuch in Milostovice war Prasek bis 1863 Schüler des Deutschen Gymnasiums in Troppau. Anschließend studierte er bis 1867 an der Universität Wien Klassische Philologie bei Franz Miklośic und Alois Vojtěch Šembera und von 1867 bis 1868 an der Universität Breslau. 1868 promovierte er in Wien.
Seine Schullaufbahn begann er 1868 als Praktikant an der deutschen Oberschule in Troppau und an den tschechischen Oberschulen in Olmütz, Tábor und Chrudim. Ab 1871 wirkte er als Lehrer am Olmützer slawischen Gymnasium und wurde 1883 Direktor des tschechischen Gymnasiums in Troppau. 1895 wechselte er als Direktor an das slawische Gymnasium in Olmütz. Nach seinem Ruhestand übersiedelte er 1905 nach Napajedla.
Neben seiner pädagogischen Tätigkeit war Prasek auch wissenschaftlich tätig und verfasste in der Zeit von 1863 bis 1912 zahlreiche heimatkundliche Bücher und Aufsätze, die sich überwiegend mit der Geschichte Mährens und dem Teil Schlesiens befassen, der nach den Schlesischen Kriegen bei Österreich verblieb und bis zur Gründung der Tschechoslowakei 1918 als Österreichisch-Schlesien bezeichnet wurde. Außerdem war er an der Gründung mehrerer Zeitschriften beteiligt, u. a. dem „Opavský besedník“.
Für seine heimatkundlichen Forschungen wurde er zum Ehrenbürger der Ortschaften Tovačov, Mariánské Hory und Polnisch Ostrau ernannt. Papst Leo XIII. ernannte ihn zum Ritter des Gregoriusordens. 1910 wurde er zum Konservator des Mährischen Landesmuseums in Brünn berufen.

## Werke (in Auswahl)
- Tschechische Sprache und Literatur. In: Die österreichische Monarchie in Wort und Bild, 1880, S. 615–622
- Čeština na Opavsku: rozprava historicko-gramatická. Olomouc 1877
- Paměti městečka Napajedel a dědin k panství Napajedelskému ode dávna příslušných. Val. Meziříčí 1881
- Historická topografie země Opavské. Opava 1889
- Dějiny kraje Holasovského čili Opavského. Opava 1891
- Dějiny knížectví Těšínského. Opava 1894
- Codex Diplomaticus et epistolaris Moraviae. Urkundensammlung zur Geschichte Mährens. Brünn 1903–1904
- Olomouc prý Velehradem. Olomouc 1907